# Polarsvingel
Polarsvingel (Festuca hyperborea) är en gräsart som beskrevs av Kield Áxel Holmen. Enligt Catalogue of Life ingår Polarsvingel i släktet svinglar och familjen gräs, men enligt Dyntaxa är tillhörigheten istället släktet svinglar och familjen gräs. Arten har ej påträffats i Sverige. Inga underarter finns listade i Catalogue of Life.